# Head Up High
Head Up High è l'ottavo album discografico del gruppo musicale inglese Morcheeba, pubblicato nel 2013.

## Tracce
1. Gimme Your Love – 4:49
2. Face Of Danger – 3:56
3. Call It Love – 3:59
4. Under The Ice – 3:40
5. I'll Fall Apart – 2:06
6. Make Believer – 3:41
7. Release Me Now – 4:09
8. To Be – 4:39
9. Hypnotized – 4:03
10. To The Grave – 5:13
11. Do You Good – 3:33
12. Finally Found You – 4:23

iTunes bonus tracks
1. Whirlwind - 3:31

## Classifiche
| Classifica (2012) | Posizione massima |
| ----------------- | ----------------- |
| Regno Unito       | 99                |
| Austria           | 39                |
| Francia           | 25                |
| Italia            | 75                |

## Formazione
- Skye Edwards - voce
- Paul Godfrey - programmazione, polistrumentista
- Ross Godfrey - polistrumentista